# Glaphyra laeta
Glaphyra laeta là một loài bọ cánh cứng trong họ Cerambycidae.